# Stazione di Vesuvio de Meis
La stazione di Vesuvio de Meis è una stazione ferroviaria posta sulle ferrovie Napoli-Ottaviano-Sarno e Napoli-Centro Direzionale-San Giorgio della ferrovia Circumvesuviana, nel comune di Napoli.
Si articola su due livelli: uno, in superficie, è utilizzato dalla ferrovia Napoli-Ottaviano-Sarno; quello sotterraneo è utilizzato dalla Napoli-San Giorgio.

## Strutture e impianti

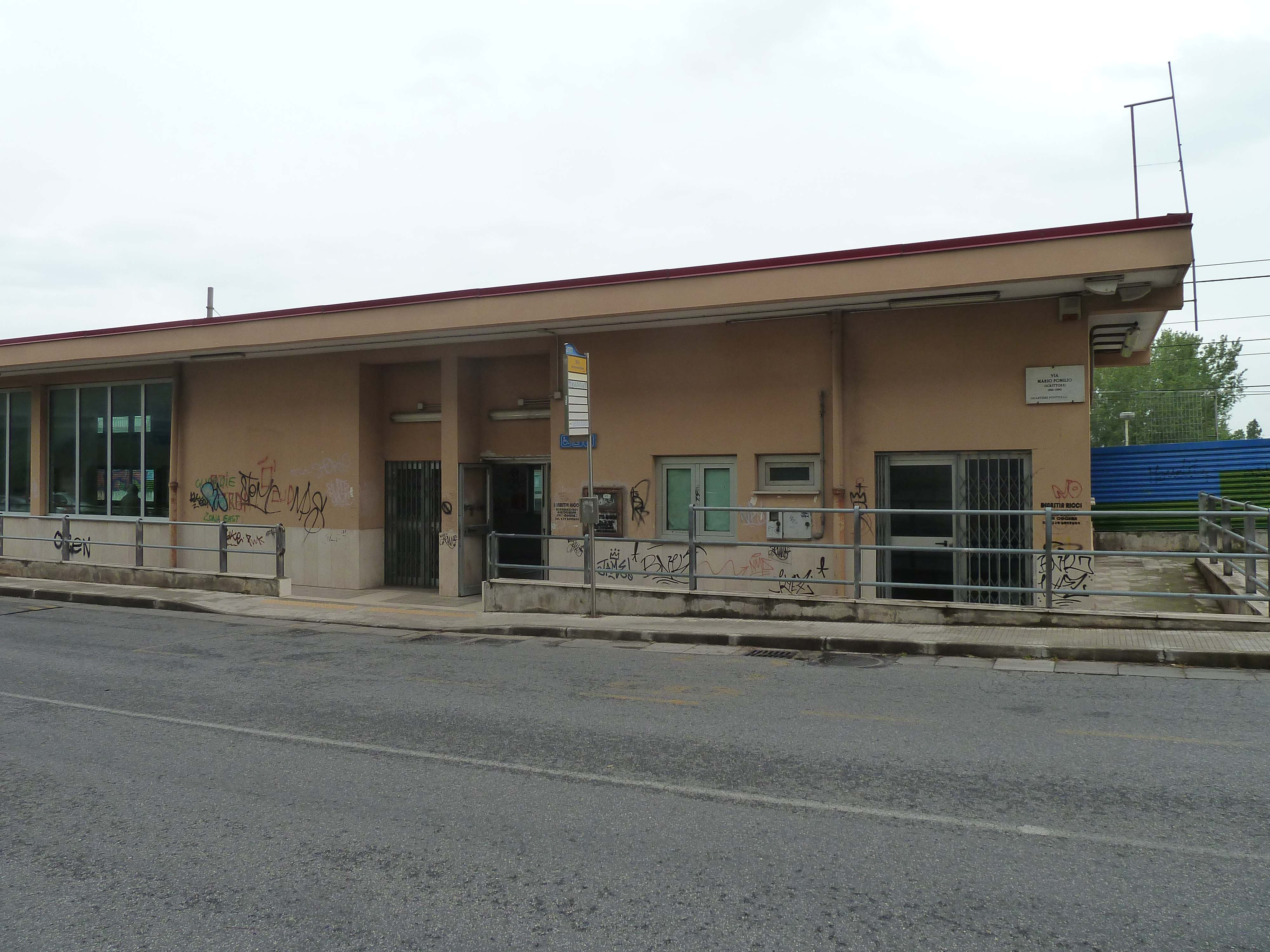
Visuale esterna del fabbricato viaggiatori sul lato della linea Napoli-Ottaviano-Sarno

La stazione dispone di due diversi fabbricati viaggiatori, uno per ognuna delle due linee, posti a poca distanza l'uno dall'altro ma con accessi in superficie da strade differenti. Entrambi i fabbricati dispongono di una sala d'attesa e dei servizi igienici, e sono interconnessi con un sottopassaggio e alcune rampe di scale mobili. Tuttavia, solo il fabbricato relativo alla linea Botteghelle - San Giorgio a Cremano è presenziato da personale di stazione e dispone della biglietteria convenzionale. All'ottobre 2024, la biglietteria non è operante.
La stazione al livello inferiore è stata aperta nel 2002, insieme a tutta la linea Botteghelle - San Giorgio.

## Movimento

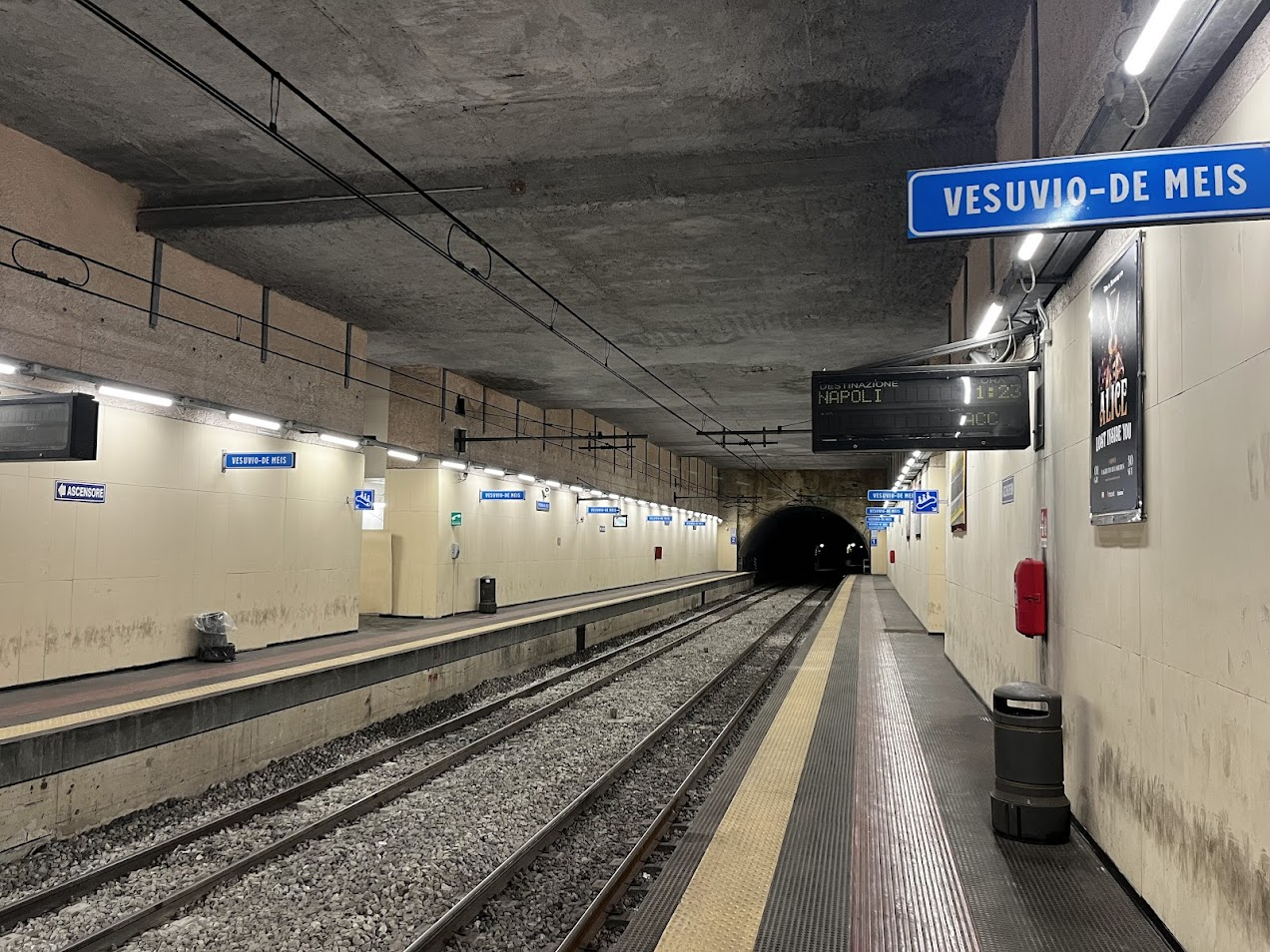
Banchine della linea Botteghelle-San Giorgio.

Il traffico passeggeri si mantiene su livelli discreti, soprattutto a livello pendolare verso Napoli nella stazione superiore. Nella stazione sotterranea invece, fermano tutti i treni con destinazioni per Porta Nolana e San Giorgio a Cremano.

## Servizi
La stazione dispone di:
- Biglietteria
- Servizi igienici